# آرون دياز
آرون دياز سبنسر (من مواليد 7 مارس 1982) هو ممثل مكسيكي، مغني، وعارض أزياء.

## النشأة
ولد آرون دياز سبنسر في بويرتو فالارتا، خاليسكو، بالمكسيك، لأم إيرلندية أمريكية (لقب سبنسر) وأب مكسيكي (لقب دياز). دياز يتحدث الإنجليزية والإسبانية بطلاقة وعاش لعدة سنوات في بالو ألتو، كاليفورنيا. أنهى الدراسة الثانوية في بالو ألتو.

## حياته المهنية
شارك آرون لأول مرة في السلسلة الدرامية الشعبية (صف 406)، ولعب دور كيكي غونزاليس. في عام 2004٬ وتبعه (صف 406) مع السلسلة الدرامية الأخرى بعنوان (Corazones al límite) شارك في بطولته، شيرلين وسارة مالدونادو. ثم لعب دور أندريس روميرو في أوبرا الصابون (Barrera de amor) بطولة ياديرا كاريو. كما قام بدور البطولة بجانب شيرلين في الإصدار المكسيكي بعنوان (Vaselina).
وقّع دياز في عام 2006 مع بيدرو داميان، (منتج صف 406) ليقوم بدور ألكسندر فون فرديناند، بطل الرواية الذكري الرئيسي لأوبرا الصابون بعنوان (Lola...Érase una vez)، يشارك في بطولته إيزا غونزاليس وغريتال فالديز الذي عرض لأول مرة في 26 فبراير 2007 على «قناة 5» في المكسيك.
في عام 2008 ولأول مرة يعمل كمصمم ومنظم مع العلامة التجارية للملابس "Perra"(بررا).
وبصرف النظر عن التمثيل، دياز هو أيضا مغني وأصدر أول ألبوم له بعنوان "Enamórate de mí" في يونيو 2009. وأطلق ألبومه الثاني تحت عنوان اسمه الذاتي «آرون دياز» في عام 2011.
في 2010/2011 كان بطل الرواية الرئيسي إلى جانب أنجيليك بوير وسيباستيان رولي في أحدث نسخة من أوبرا الصابون تيريزا، ولعب دور ماريانو.
أطلق عام 2011 تقويم مع صور حصرية وفنية لنفسه. إن نجاح التقويمية الأولى تسبب له في إصدار نسخة عام 2012 في ديسمبر 2011.
في نوفمبر 2011، قدم دياز أول ظهور له في برنامج تلفزيوني أمريكي في (ABC) لسلسلة بانام، لعب دور ميغيل، الأنيق، الفاتن، ورجل الأعمال الثري في حلقة "المغادرة غير المجدولة.
في عام 2012 وللمرة الأولى في مسيرته، تألق دياز في دور خصم في مسلسل (El Talismán) حيث لعب دور أنطونيو نيغريتي، جنبا إلى جنب مع بلانكا سوتو ورافائيل نوفوا.
في عام 2013 كان بطل الرواية الرئيسي جنبا إلى جنب مع غابي إيسبينو في مسلسل الشيطانة المقدسة لتليموندو، بدور الشرير سانتياغو كانو.
في جانفي 2014 كان مقدم برنامج صحة الرجال.

## حياته الشخصية
في نهاية المطاف تزوج دياز من الممثلة كيت ديل كاستيلو في 29 أغسطس 2009 في لاس فيغاس، نيفادا، وأقام حفلا دينيا في الكنيسة الأسقفية في سان ميغيل دي أليندي (المكسيك) في 5 سبتمبر من ذلك العام. ثمّ أعلنوا انفصالهم في يوليو 2011. والآن تزوج دياز من نجمة مسلسل (El Talismán) لولا بونس. في عام 2012 أعلن الزوجان أنهما ينتظران طفلهما الأول معا. ولدت إيرين ابنة الزوجين، في فبراير عام 2013. وفي عام 2014 أكدوا أنهم يتوقعون الطفل الثاني معا.

## أعماله
| العام     | العنوان             | الدور                   | الملاحظة                                   |
| --------- | ------------------- | ----------------------- | ------------------------------------------ |
| 2001      | اللعب بالحياة       |                         | القاصر دور                                 |
| 2002-03   | صف 406              | كيكي غونزاليس           | البطل الرئيسي                              |
| 2004      | Corazones al límite | براوليو فاياردس ستوني   | Co-protagonist                             |
| 2005      | Barrera de amor     | أندريس روميرو           | دور مساعد                                  |
| 2007      | Plaza Sésamo        | طبيب                    | ضيف شرف                                    |
| 2007      | Lola, érase una vez | أليكسندر فون فرديناند   | البطل الرئيسي                              |
| 2008      | Terminales          | سيباستيان               | حلقات: "Espejismos" و"Sangre nueva"        |
| 2010      | Dinoshark           | لويس                    | TV Movie                                   |
| 2010-11   | تيريزا              | ماريانو سانشاز سوارز    | البطل الرئيسي                              |
| 2011      | بانام               | ميغال                   | ضيف شرف                                    |
| 2012      | El Talismán         | أنطونيو نيغريتي         | الخصم الرئيسي                              |
| 2013      | Rosario             | إستيبان مارتينز         | البطل الرئيسي                              |
| 2013-14   | الشيطانة المقدسة    | سانتياغو كانو           | البطل الرئيسي / الخصم الرئيسي، على التوالى |
| 2014      | البؤساء             | سيزار موندراغون بيانتشي | 16 حلقة                                    |
| 2014-الآن | أرض رييس            | أرتورو غاياردو          | البطل الرئيسي                              |

| العام | العنوان     | الدور     | الملاحظة                  |
| ----- | ----------- | --------- | ------------------------- |
| 2006  | Amor xtremo | سيباستيان | ظهور ثنوي في بداية الفيلم |
| 2012  | Marcelo     | مارسيلو   | البطل الرئيسي             |

## روابط خارجية
- آرون دياز على موقع IMDb (الإنجليزية)
- آرون دياز على موقع ألو سيني (الفرنسية)
- آرون دياز على موقع أول موفي (الإنجليزية)
- آرون دياز على موقع قاعدة بيانات الفيلم (الإنجليزية)
- آرون دياز على موقع كينوبويسك (الروسية)